# Vilela do Tâmega
Vilela do Tâmega ist eine Gemeinde (Freguesia) im portugiesischen Kreis Chaves. In ihr leben 353 Einwohner (Stand 19. April 2021).